# Бирмингемское дерби
Бирмингемское дерби (англ. Birmingham Derby) — футбольные матчи между двумя основными клубами города Бирмингем — «Астон Вилла» и «Бирмингем Сити». Также известно как Дерби второго города (англ. Second City derby), что связано с прозвищем Бирмингема, который уже давно является вторым городом Англии по численности жителей.
Как правило, «Астон Вилла» (прозвище — «Львы») и «Бирмингем Сити» (прозвище — «Синие»), как и их болельщики, представляя один и тот же город, рассматривают друг друга как непримиримых соперников, за исключением, пожалуй, периода с 1988 по 2002 год, когда эти клубы играли в разных дивизионах и 14 лет не встречались друг с другом на футбольном поле. В это время главным соперником бирмингемских команд были соседи по региону Западный Мидленд, для «Львов» принципиальный характер носили игры с «Ковентри Сити», а для «Синих» наибольшее значение имели матчи против «Вулверхэмптон Уондерерс» и «Вест Бромвич Альбион».

## История
Первое бирмингемское дерби состоялось 27 сентября 1879 года, когда «Бирмингем Сити» ещё назывался «Смолл Хит Альянс» (англ. Small Heath Alliance). Игра на стадионе «Мунц Стрит», домашней арене «Смолл Хит Альянс», закончилась победой хозяев со счётом 1:0. «Львы» смогли взять реванш в 1887 году, выиграв первый официальный матч между клубами во втором раунде Кубке Англии со счётом 4:0. Их первая встреча в рамках Футбольной лиги, в сезоне 1894/1895 в Первом дивизионе, также завершилась победой «Львов», правда с меньшим счётом — 2:1.
В истории противостояния бирмингемских клубов можно выделить несколько матчей. Так, в 1925 году «Львы», играя на родном «Вилла Парке», за одиннадцать минут до конца матча вели со счётом 3:0, но за оставшееся время «Синие» забили трижды, сумев добиться ничьи. В 1928 году «Астон Вилла» приобрела у «Транмир Роверс» за 4700 фунтов центрфорварда Тома «Понго» Уоринга. Дебют новичка «Астон Виллы» пришёлся на дерби с «Бирмингем Сити» и собрал на трибунах 23 000 зрителей. Уоринг отличился трижды.
Наиболее значительным противостоянием двух бирмингемских клубов друг другу стал финал Кубок лиги 1963 года, состоявшийся вскоре после того как «Астон Вилла» разбила «Бирмингем Сити» в чемпионате со счётом 4:0. «Синим» удался реванш. Они выиграли 3:1 по сумме двух матчей, не только сокрушив давнего врага, но и добившись своего первого большого достижения на национальном уровне.
В конце 1970-х — в начале 1980-х годов «Вилла» и «Синие» регулярно встречались в Первом дивизионе, одержав ряд запомнившихся побед друг над другом. В сезоне 1980/1981 «Львы» дважды обыграли соседей, выиграв в итоге свой седьмой, и пока что последний, титул чемпиона Англии дивизиона. Через год «Бирмингем Сити» взял реванш, разгромив «Астон Виллу» на «Сент-Эндрюсе» со счётом 3:0, причём состоялся этот разгром сразу после триумфа «Львов» в Кубке чемпионов. Позднее для обеих команд наступили нелучшие времена. В марте 1986 года «Синие», боровшиеся за выживание в Первом дивизионе, обыграли «Львов» на «Вилла Парке» со счётом 3:0, но это не спасло их от вылета во Второй дивизион. А уже через год за соседями последовала и «Вилла», заняв последнее, 20-е место. В сезоне 1987/1988 годов бирмингемские команды, играя во Втором дивизионе обменялись победами. В первом круге «Синие» победили на «Вилла Парке» со счётом 2:1, во втором круге «Вилла» взяла на «Сент-Эндрюсе» реванш с тем же счётом. В дальнейшем пути клубов разошлись на долгие 14 лет. «Астон Вилла» провела во Втором дивизионе всего год, заняв по итогам сезона 2-е место и вернувшись в Первый дивизион. В дальнейшем обе команды до возвращения «Синих» в высший дивизион английского футбола встречались только в кубковых соревнованиях. В сезоне 1988/1989 годов «Астон Вилла» и «Бирмингем Сити» встречались трижды. В Кубке лиги «Вилла» дважды обыграла своих соседей с общим счётом 7:0, а в Кубке полноправных членов их встреча завершилась разгромом «Синих» со счётом 6:0.

### Эра Премьер-лиги
В 1992 году «Астон Вилла» стала одним из клубов-основателей Премьер-лиги, а их соседи все 1990-е годы безуспешно пытались вырваться из Первого дивизиона в элиту. В эти годы состоялось всего два Дерби второго города. В сезоне 1993/1994 годов «Астон Вилла» и «Бирмингем Сити» дважды встречались во втором раунде Кубка Лиги. «Львы» выиграли оба матча со счётом 1:0. Игра на «Сент Эндрюсе» во многом благодаря австралийскому вратарю гостей Марку Босничу завершилась нулевой ничьей, а на «Вилла Парке» хозяева одержали победу благодаря голу Дина Сондерса.
В 2002 году «Синие» наконец-то вышли в Премьер-лигу, тем самым возродив дерби после длительного перерыва. В свой первый после возвращения в высший дивизион английского футбола сезон «Бирмингем Сити» выиграл оба дерби со счётом 3:0 и 2:0, соответственно. Большую роль в обоих поражениях «Виллы» сыграл её вратарь Петер Энкельман. Оба дерби сопровождалось драками между болельщиками. Так, после второго дерби несколько полицейских пострадали, пытаясь не допустить столкновения агрессивно настроенных фанатов на Уиттон Лэйн вне «Вилла Парка». Отличились грубостью и футболисты. В марте 2003 года во время игры на «Вилла Парке» сразу два игрока хозяев были удалены за грубую игру. Дион Даблин был наказан красной карточкой за удар головой Робби Сэвиджа, а Джои Гудйонссон покинул поле досрочно за удар ногами Мэттью Апсона.
В следующем сезоне оба дерби завершились вничью, 0:0 и 2:2, причём во второй игре «Синие» уступали с разницей в два мяча и сумели сравнять счёт на 90-й минуте благодаря голу Стерна Джона. В сезоне 2004/2005 годов «Бирмингем Сити» выиграл в обоих дерби, 2:1 на «Вилла Парке» перед Рождеством и 2:0 у себя дома в марте, во многом благодаря ошибкам голкипера «Виллы» Томаса Сёренсена. В сезоне 2005/2006 годов «Львам» наконец-то удалось одержать первую над «Синими» победу в премьер-лиге, единственный гол забил Кевин Филлипс. На пасху 16 апреля 2006 года «Астон Вилла» вновь выиграла 3:1 благодаря двум голам Милана Бароша и голу Гари Кэхилла. По итогам того сезона «Бирмингем Сити» были вынуждены вернуться в Первый дивизион, но уже через год вновь добились права выступать в Премьер-лиге. В ноябре 2007 года на «Сент Эндрюсе» «Вилла» выиграла дерби в третий раз подряд со счётом 2:1. Счёт в том мачте открыл бывший защитник «Львов» Лиам Риджуэлл, забив мяч в свои ворота. Счёт сравнял Микаэль Форсселль, но затем победный гол записал на свой счёт Габриэль Агбонлахор. Игра была омрачена ожесточёнными столкновениями за пределами стадиона по окончании матча, в которых пострадали более 20 полицейских. Дерби 20 апреля 2008 года на «Вилла Парке» завершилось крупной победой «Астон Виллы», 5:1, причём в этом матче была зафиксирована самая большая в «Бирмингемском дерби» разница в счёте за последние 40 лет. В следующем сезоне «Вилла» выиграла оба матча с «Синими». В первом из них, 13 сентября 2009 года, на «Сент-Эндрюсе» «Астон Вилла» победила 1:0 благодаря голу Агбонлахора на 85-й минуте. Вторую игру, 25 апреля 2010 года, «Львы» выиграли 1:0 благодаря пенальти, забитому Джеймсом Милнером на 82-й минуте. Таким образом, «Астон Вилла» начиная с октября 2005 смогла выиграть шесть дерби подряд, забив в общей сложности 13 мячей и пропустив всего три.
Победную серию «Львов» удалось остановить только 31 октября 2010 года, когда очередное дерби на «Вилла Парке» завершилось нулевой ничьей, а 1 декабря того же года «Синие» одержали первую с марта 2005 года победу, обыграв «Виллу» в матче за Кубок Лиги со счётом 2:0. И вновь дерби были омрачены насилием со стороны фанатов. Так, в октябре 2010 года полиции пришлось прекращать драки фанатов вне «Вилла Парка», причём среди задержанных оказался шеф-повар клуба «Бирмингем Сити». Кубковый матч в декабре 2010 года сопровождался более масштабным насилием. Воодушевлённые долгожданной победой своей команды, фанаты «Синих» стали затевать драки с болельщиками «Виллы» прямо на стадионе. Акты насилия происходили и вне арены до и после игры. Так, группа «хулс» «Виллы» напали на паб, в котором традиционно собирались поклонники «Бирмингем Сити». Один из болельщиков позже описывал события дня как «зону боевых действий».

## Статистика
По состоянию на конец сезона 2010/2011 годов «Астон Вилла» и «Бирмингем Сити» провели в турнирах Футбольной лиги и Премьер-лиги, а также в розыгрышах Кубка Англии и Кубка Лиги 121 встречу с друг другом, из которых «Львы» выиграли 53 игру, «Синие» — 37.
- Первый раз «Астон Вилла» и «Смолл Хит Альянс» (тогдашнее название «Бирмингем Сити») сыграли друг с другом 27 сентября 1879 года. «Синие» победили со счётом 1:0.
- Первый официальный матч между двумя бирмингемскими клубами был сыгран 5 ноября 1887 года во 2-м раунде Кубка Англии. «Львы» смогли взять реванш со счётом 4:0.
- В рамках Футбольной лиги команды впервые встретились 1 сентября 1894 года. Тот матч завершилась победой «Виллы» со счётом — 2:1.
- «Астон Вилла» одержала свою первая победу в гостях 26 октября 1895 года, обыграв «Смолл Хит Альянс» на стадионе «Мунц Стрит» со счётом 4:1.
- «Бирмингем Сити» впервые победил в гостях 20 января 1906 года, одолев «Астон Виллу» на стадионе «Вилла Парк» со счётом 3:1.
- Больше всего мячей, 10, было забито 7 сентября 1895 года, когда «Бирмингем Сити» в матче на Кубок Англии проиграл «Астон Вилле» со счётом 3:7[11][12].
- Самая большая разница в счёте была зафиксирована 9 ноября 1988 года в игре Кубка полноправных членов, когда «Львы» разгромили «Синих» со счётом 6:0[11][13].
- «Бирмингем Сити» одержал свою самую крупную победу над «Астон Виллой» 21 сентября 1968 года (4:0).
- Последний раз «Бирмингем Сити» обыгрывал в чемпионате «Астон Виллу» 20 марта 2005 года (2:0 на «Сент-Эндрюсе»).
- Самая продолжительная серия побед в дерби на счету «Виллы», побеждавшей шесть раз подряд в 2005—2010 годах.
- «Бирмингем Сити» в 1976—1978 годах одержал 5 побед подряд.
- Самая продолжительная серия в дерби без поражений на счету «Астон Виллы», не проигрывавшей 13 матчей подряд в 1887—1905 годах.
- «Бирмингем Сити» в 1933—1935 и 2002—2005 годах не проигрывал по 6 матчей подряд.
- 90 дерби завершилось победой одной из команд, в том числе 25 с крупным счётом.
- 31 дерби завершилось вничью, в том числе 10 со счётом 0:0. Дважды фиксировался счёт 3:3.
- 56 игр завершились победой хозяев (147:35), в том числе 19 матчей с крупным счётом. 34 раза побеждали гости (19:77), из них 6 раз с крупным счётом.
- 58 дерби прошло на стадионе «Вилла Парк». В 29 матчах победила «Астон Вилла» с общим счётом 76:15, в том числе 10 раз с крупным счётом. 16 дерби окончились вничью (14:14), в том числе 6 игр завершились со счётом 0:0. В 13 встречах победа была на стороне «Бирмингем Сити» (9:34), в том числе в 3 случаях с крупным счётом.
- На стадионе «Веллингтон роад» дерби проходило три раза, во всех трёх матчах победила «Астон Вилла» (13:4), в том числе дважды с крупным счётом.
- На стадионе «Сент-Эндрюс» дерби проходило 53 раза. 23 матча закончились победой «Бирмингем Сити» (56:16), в том числе 7 с крупным счётом. В 12 играх была зафиксирована ничья (14:14), в том числе 3 нулевые. 18 побед одержала «Астон Вилла» (9:34), в том числе 1 крупную.
- На стадионе «Мунц стрит» состоялось 7 дерби. Лишь одну победу в этих встречах записал на свой счёт «Бирмингем Сити» (2:0). Три игры окончились вничью (4:4), в том числе 1 раз со счётом 0:0. Трижды побеждала «Астон Вилла» (1:9), в том числе 2 раза с крупным счётом
- 116 игр Бирмингемского дерби посетило 4 580 986 человек. Посещаемость 5 кубковых игр бирмингемских команд с друг другом неизвестна. Средняя посещаемость составила 39 491 зритель на игру. 56 матчей на стадионе «Вилла Парк» посмотрели 2 464 829 человек, в среднем 44 015 на один игру. 52 дерби на «Сент-Эндрюс» посетили 1 953 157 болельщиков, в среднем по 37 561 человеку на матч. 6 игр на стадионе «Мунц Стрит» посмотрели 130 000 человек (21 667 на одну игру). 2 матча на стадионе «Веллингтон роад» посетили 33 000 (16 500 на игру).

## Суммарная таблица
| Турнир                    | И   | ПАВ | Н  | ПБС | МАВ | МБС | РМ  |
| ------------------------- | --- | --- | -- | --- | --- | --- | --- |
| Премьер-лига              | 14  | 6   | 4  | 4   | 17  | 15  | +2  |
| Первый дивизион           | 88  | 37  | 24 | 27  | 142 | 120 | +22 |
| Второй дивизион           | 8   | 3   | 1  | 4   | 8   | 13  | -5  |
| Кубок Англии              | 3   | 2   | 1  | 0   | 5   | 0   | +5  |
| Кубок Лиги                | 7   | 4   | 1  | 2   | 10  | 5   | +5  |
| Кубок полноправных членов | 1   | 1   | 0  | 0   | 6   | 0   | +6  |
| Лига                      | 110 | 46  | 29 | 35  | 167 | 148 | +19 |
| Всего                     | 121 | 53  | 31 | 37  | 188 | 153 | +35 |

Статистика взята с сайта Soccerbase.com

## Матчи
| №   | Дата             | Соревнование                           | Стадион           | Счёт | Посещаемость |
| --- | ---------------- | -------------------------------------- | ----------------- | ---- | ------------ |
| 128 | 10 марта 2019    | Чемпионшип                             | «Сент-Эндрюс»     | 0:1  | 26 631       |
| 127 | 25 ноября 2018   | Чемпионшип                             | «Вилла Парк»      | 4:2  | 41 200       |
| 126 | 11 февраля 2018  | Чемпионшип                             | «Вилла Парк»      | 2:0  | 41 233       |
| 125 | 29 октября 2017  | Чемпионшип                             | «Сент-Эндрюс»     | 0:0  | 24 408       |
| 124 | 23 апреля 2017   | Чемпионшип                             | «Вилла Парк»      | 1:0  | 40 884       |
| 123 | 10 октября 2016  | Чемпионшип                             | «Сент-Эндрюс»     | 1:1  | 29 656       |
| 122 | 22 сентября 2015 | Кубок Лиги                             | «Вилла Парк»      | 1:0  | 34 442       |
| 121 | 16 января 2011   | Премьер-лига                           | «Сент-Эндрюс»     | 1:1  | 22 287       |
| 120 | 1 декабря 2010   | Кубок Лиги четвертьфинал               | «Сент-Эндрюс»     | 2:1  | 27 679       |
| 119 | 31 октября 2010  | Премьер-лига                           | «Вилла Парк»      | 0:0  | 40 688       |
| 118 | 25 апреля 2010   | Премьер-лига                           | «Вилла Парк»      | 1:0  | 42 584       |
| 117 | 13 сентября 2009 | Премьер-лига                           | «Сент-Эндрюс»     | 0:1  | 25 196       |
| 116 | 20 апреля 2008   | Премьер-лига                           | «Вилла Парк»      | 5:1  | 42 584       |
| 115 | 11 ноября 2007   | Премьер-лига                           | «Сент-Эндрюс»     | 1:2  | 26 539       |
| 114 | 16 апреля 2006   | Премьер-лига                           | «Вилла Парк»      | 3:1  | 40 158       |
| 113 | 16 октября 2005  | Премьер-лига                           | «Сент-Эндрюс»     | 0:1  | 29 312       |
| 112 | 20 марта 2005    | Премьер-лига                           | «Сент-Эндрюс»     | 2:0  | 29 382       |
| 111 | 12 декабря 2004  | Премьер-лига                           | «Вилла Парк»      | 1:2  | 42 606       |
| 110 | 22 февраля 2004  | Премьер-лига                           | «Вилла Парк»      | 2:2  | 40 061       |
| 109 | 19 октября 2003  | Премьер-лига                           | «Сент-Эндрюс»     | 0:0  | 29 546       |
| 108 | 3 марта 2003     | Премьер-лига                           | «Вилла Парк»      | 0:2  | 42 606       |
| 107 | 16 сентября 2002 | Премьер-лига                           | «Сент-Эндрюс»     | 3:0  | 29 505       |
| 106 | 6 октября 1993   | Кубок Лиги 2-й раунд 2-й матч          | «Вилла Парк»      | 1:0  | 35 856       |
| 105 | 21 сентября 1993 | Кубок Лиги 2-й раунд 1-й матч          | «Сент-Эндрюс»     | 0:1  | 27 815       |
| 104 | 9 ноября 1988    | Кубок полноправных членов 1-й круг     | «Вилла Парк»      | 6:0  | 8324         |
| 103 | 12 октября 1988  | Кубок Лиги 2-й раунд 2-й матч          | «Вилла Парк»      | 5:0  | н/д          |
| 102 | 27 сентября 1988 | Кубок Лиги 2-й раунд 1-й матч          | «Сент-Эндрюс»     | 0:2  | н/д          |
| 101 | 12 декабря 1987  | Второй дивизион                        | «Сент-Эндрюс»     | 1:2  | 27 789       |
| 100 | 22 августа 1987  | Второй дивизион                        | «Вилла Парк»      | 0:2  | 30 870       |
| 99  | 22 марта 1986    | Первый дивизион                        | «Вилла Парк»      | 0:3  | 26 294       |
| 98  | 7 сентября 1985  | Первый дивизион                        | «Сент-Эндрюс»     | 0:0  | 24 971       |
| 97  | 31 марта 1984    | Первый дивизион                        | «Сент-Эндрюс»     | 2:1  | 23 993       |
| 96  | 15 октября 1983  | Первый дивизион                        | «Вилла Парк»      | 1:0  | 39 318       |
| 95  | 4 апреля 1983    | Первый дивизион                        | «Вилла Парк»      | 1:0  | 40 897       |
| 94  | 27 декабря 1982  | Первый дивизион                        | «Сент-Эндрюс»     | 3:0  | 43 864       |
| 93  | 20 февраля 1982  | Первый дивизион                        | «Сент-Эндрюс»     | 0:1  | 32 817       |
| 92  | 26 сентября 1981 | Первый дивизион                        | «Вилла Парк»      | 0:0  | 41 098       |
| 91  | 13 декабря 1980  | Первый дивизион                        | «Вилла Парк»      | 3:0  | 41 101       |
| 90  | 11 октября 1980  | Первый дивизион                        | «Сент-Эндрюс»     | 1:2  | 33 879       |
| 89  | 3 марта 1979     | Первый дивизион                        | «Вилла Парк»      | 1:0  | 42 419       |
| 88  | 21 октября 1978  | Первый дивизион                        | «Сент-Эндрюс»     | 0:1  | 36 145       |
| 87  | 25 февраля 1978  | Первый дивизион                        | «Сент-Эндрюс»     | 1:0  | 33 679       |
| 86  | 1 октября 1977   | Первый дивизион                        | «Вилла Парк»      | 1:0  | 45 436       |
| 85  | 10 мая 1977      | Первый дивизион                        | «Сент-Эндрюс»     | 2:1  | 43 721       |
| 84  | 18 сентября 1976 | Первый дивизион                        | «Вилла Парк»      | 1:2  | 50 084       |
| 83  | 3 апреля 1976    | Первый дивизион                        | «Сент-Эндрюс»     | 3:2  | 46 251       |
| 82  | 27 сентября 1975 | Первый дивизион                        | «Вилла Парк»      | 2:1  | 53 782       |
| 81  | 30 марта 1970    | Второй дивизион                        | «Сент-Эндрюс»     | 0:2  | 41 696       |
| 80  | 18 октября 1969  | Второй дивизион                        | «Вилла Парк»      | 0:0  | 54 405       |
| 79  | 12 апреля 1969   | Второй дивизион                        | «Вилла Парк»      | 1:0  | 53 647       |
| 78  | 21 сентября 1968 | Второй дивизион                        | «Сент-Эндрюс»     | 4:0  | 40 527       |
| 77  | 24 февраля 1968  | Второй дивизион                        | «Сент-Эндрюс»     | 2:1  | 45 283       |
| 76  | 7 октября 1967   | Второй дивизион                        | «Вилла Парк»      | 2:4  | 50 067       |
| 75  | 12 апреля 1965   | Первый дивизион                        | «Вилла Парк»      | 3:0  | 36 871       |
| 74  | 13 февраля 1965  | Первый дивизион                        | «Сент-Эндрюс»     | 0:1  | 32 491       |
| 73  | 31 марта 1964    | Первый дивизион                        | «Сент-Эндрюс»     | 3:3  | 28 069       |
| 72  | 13 февраля 1964  | Первый дивизион                        | «Вилла Парк»      | 0:3  | 25 797       |
| 71  | 27 мая 1963      | Кубок Лиги Финал 2-й матч              | «Вилла Парк»      | 0:0  | 37 921       |
| 70  | 23 мая 1963      | Кубок Лиги Финал 1-й матч              | «Сент-Эндрюс»     | 3:0  | 31 850       |
| 69  | 16 марта 1963    | Первый дивизион                        | «Вилла Парк»      | 4:0  | 40 400       |
| 68  | 27 октября 1962  | Первый дивизион                        | «Сент-Эндрюс»     | 3:2  | 42 228       |
| 67  | 17 марта 1962    | Первый дивизион                        | «Сент-Эндрюс»     | 0:2  | 43 489       |
| 66  | 28 октября 1961  | Первый дивизион                        | «Вилла Парк»      | 1:3  | 49 532       |
| 65  | 11 марта 1961    | Первый дивизион                        | «Сент-Эндрюс»     | 1:1  | 41 656       |
| 64  | 22 октября 1960  | Первый дивизион                        | «Вилла Парк»      | 6:2  | 44 722       |
| 63  | 20 декабря 1958  | Первый дивизион                        | «Сент-Эндрюс»     | 4:1  | 31 857       |
| 62  | 23 августа 1958  | Первый дивизион                        | «Вилла Парк»      | 1:1  | 55 198       |
| 61  | 21 декабря 1957  | Первый дивизион                        | «Вилла Парк»      | 0:2  | 41 118       |
| 60  | 24 августа 1957  | Первый дивизион                        | «Сент-Эндрюс»     | 3:1  | 50 780       |
| 59  | 10 апреля 1957   | Первый дивизион                        | «Сент-Эндрюс»     | 1:2  | 29 853       |
| 58  | 27 октября 1956  | Первый дивизион                        | «Вилла Парк»      | 3:1  | 54 927       |
| 57  | 21 сентября 1955 | Первый дивизион                        | «Сент-Эндрюс»     | 2:2  | 32 642       |
| 56  | 5 сентября 1955  | Первый дивизион                        | «Вилла Парк»      | 0:0  | 57 690       |
| 55  | 29 апреля 1950   | Первый дивизион                        | «Сент-Эндрюс»     | 2:2  | 24 866       |
| 54  | 10 декабря 1949  | Первый дивизион                        | «Вилла Парк»      | 1:1  | 45 008       |
| 53  | 30 апреля 1949   | Первый дивизион                        | «Сент-Эндрюс»     | 0:1  | 45 120       |
| 52  | 4 декабря 1948   | Первый дивизион                        | «Вилла Парк»      | 0:3  | 62 434       |
| 51  | 4 марта 1939     | Первый дивизион                        | «Вилла Парк»      | 5:1  | 40 874       |
| 50  | 29 октября 1938  | Первый дивизион                        | «Сент-Эндрюс»     | 3:0  | 55 301       |
| 49  | 28 марта 1936    | Первый дивизион                        | «Вилла Парк»      | 2:1  | 49 531       |
| 48  | 23 ноября 1935   | Первый дивизион                        | «Сент-Эндрюс»     | 2:2  | 60 250       |
| 47  | 29 декабря 1934  | Первый дивизион                        | «Вилла Парк»      | 2:2  | 40 785       |
| 46  | 25 августа 1934  | Первый дивизион                        | «Сент-Эндрюс»     | 2:1  | 53 930       |
| 45  | 14 апреля 1934   | Первый дивизион                        | «Вилла Парк»      | 1:1  | 34 196       |
| 44  | 2 декабря 1933   | Первый дивизион                        | «Сент-Эндрюс»     | 0:0  | 34 718       |
| 43  | 8 марта 1933     | Первый дивизион                        | «Сент-Эндрюс»     | 3:2  | 24 868       |
| 42  | 22 октября 1932  | Первый дивизион                        | «Вилла Парк»      | 1:0  | 52 191       |
| 41  | 2 апреля 1932    | Первый дивизион                        | «Сент-Эндрюс»     | 1:1  | 35 671       |
| 40  | 21 ноября 1931   | Первый дивизион                        | «Вилла Парк»      | 3:2  | 44 948       |
| 39  | 21 февраля 1931  | Первый дивизион                        | «Сент-Эндрюс»     | 0:4  | 49 619       |
| 38  | 18 октября 1930  | Первый дивизион                        | «Вилла Парк»      | 1:1  | 55 482       |
| 37  | 28 декабря 1929  | Первый дивизион                        | «Сент-Эндрюс»     | 1:1  | 33 228       |
| 36  | 31 августа 1929  | Первый дивизион                        | «Вилла Парк»      | 2:1  | 36 834       |
| 35  | 9 марта 1929     | Первый дивизион                        | «Вилла Парк»      | 1:2  | 56 528       |
| 34  | 27 октября 1928  | Первый дивизион                        | «Сент-Эндрюс»     | 2:4  | 36 261       |
| 33  | 17 марта 1928    | Первый дивизион                        | «Вилла Парк»      | 1:1  | 59 367       |
| 32  | 5 ноября 1927    | Первый дивизион                        | «Сент-Эндрюс»     | 1:1  | 47 605       |
| 31  | 19 марта 1927    | Первый дивизион                        | «Вилла Парк»      | 4:2  | 49 334       |
| 30  | 30 октября 1926  | Первый дивизион                        | «Сент-Эндрюс»     | 1:2  | 48 104       |
| 29  | 27 февраля 1926  | Первый дивизион                        | «Сент-Эндрюс»     | 2:1  | 38 231       |
| 28  | 17 октября 1925  | Первый дивизион                        | «Вилла Парк»      | 3:3  | 52 254       |
| 27  | 14 февраля 1925  | Первый дивизион                        | «Вилла Парк»      | 1:0  | 60 000       |
| 26  | 11 октября 1924  | Первый дивизион                        | «Сент-Эндрюс»     | 1:0  | 48 098       |
| 25  | 1 сентября 1923  | Первый дивизион                        | «Вилла Парк»      | 0:0  | 59 157       |
| 24  | 15 августа 1923  | Первый дивизион                        | «Сент-Эндрюс»     | 3:0  | 41 306       |
| 23  | 24 марта 1923    | Первый дивизион                        | «Вилла Парк»      | 3:0  | 40 000       |
| 22  | 17 марта 1923    | Первый дивизион                        | «Сент-Эндрюс»     | 1:0  | 50 000       |
| 21  | 15 марта 1922    | Первый дивизион                        | «Сент-Эндрюс»     | 1:0  | 34 190       |
| 20  | 11 марта 1922    | Первый дивизион                        | «Вилла Парк»      | 1:1  | 52 345       |
| 19  | 18 января 1908   | Первый дивизион                        | «Вилла Парк»      | 2:3  | 39 500       |
| 18  | 21 сентября 1907 | Первый дивизион                        | «Сент-Эндрюс»     | 2:3  | 45 000       |
| 17  | 19 января 1907   | Первый дивизион                        | «Сент-Эндрюс»     | 3:2  | 60 000       |
| 16  | 15 сентября 1906 | Первый дивизион                        | «Вилла Парк»      | 4:1  | 45 000       |
| 15  | 20 января 1906   | Первый дивизион                        | «Вилла Парк»      | 1:3  | 40 000       |
| 14  | 16 сентября 1905 | Первый дивизион                        | «Мунц Стрит»      | 2:0  | 30 000       |
| 13  | 26 февраля 1905  | Первый дивизион                        | «Мунц Стрит»      | 0:3  | 28 000       |
| 12  | 29 октября 1904  | Первый дивизион                        | «Вилла Парк»      | 2:1  | 40 000       |
| 11  | 16 января 1904   | Первый дивизион                        | «Вилла Парк»      | 1:1  | 20 000       |
| 10  | 19 сентября 1903 | Первый дивизион                        | «Мунц Стрит»      | 2:2  | 25 000       |
| 9   | 26 декабря 1901  | Первый дивизион                        | «Вилла Парк»      | 1:0  | 40 000       |
| 8   | 12 октября 1901  | Первый дивизион                        | «Мунц Стрит»      | 0:2  | 23 000       |
| 7   | 27 марта 1901    | Кубок Англии четвертьфинал переигровка | «Вилла Парк»      | 1:0  | н/д          |
| 6   | 23 марта 1901    | Кубок Англии четвертьфинал             | «Мунц Стрит»      | 0:0  | н/д          |
| 5   | 26 октября 1895  | Первый дивизион                        | «Мунц Стрит»      | 1:4  | 10 000       |
| 4   | 7 сентября 1895  | Первый дивизион                        | «Веллингтон роад» | 7:3  | 13 000       |
| 3   | 20 октября 1894  | Первый дивизион                        | «Мунц Стрит»      | 2:2  | 14 000       |
| 2   | 1 сентября 1894  | Первый дивизион                        | «Веллингтон роад» | 2:1  | 20 000       |
| 1   | 5 ноября 1887    | Кубок Англии 2-й раунд                 | «Веллингтон роад» | 4:0  | н/д          |

## Лучшие бомбардиры
Ниже приводится список лучших бомбардиров Дерби второго города для каждой команды. Указаны только игроки, забившие 4 или больше мячей.
| Страна    | Игрок               | Голы | Годы                |
| --------- | ------------------- | ---- | ------------------- |
| Англия    | Билли Уокер         | 11   | 1919–1933           |
| Англия    | Том Уоринг          | 7    | 1928–1935           |
| Шотландия | Джон Кэмпбелл       | 5    | 1895–1897           |
| Англия    | Джон Дьюи           | 5    | 1891–1902           |
| Англия    | Габриэль Агбонлахор | 4    | 2005—н. в.          |
| Англия    | Эрик Хоутон         | 4    | 1927–1946           |
| Англия    | Джерри Хитченс      | 4    | 1957–1961           |
| Шотландия | Энди Грей           | 4    | 1975–1979 1985–1987 |

| Страна    | Игрок          | Голы | Годы      |
| --------- | -------------- | ---- | --------- |
| Англия    | Джо Брэдфорд   | 8    | 1920–1935 |
| Шотландия | Джонни Кросби  | 5    | 1920–1932 |
| Уэльс     | Кен Лик        | 5    | 1961–1964 |
| Англия    | Барри Бриджес  | 4    | 1966–1968 |
| Англия    | Джордж Бриггс  | 4    | 1923–1933 |
| Англия    | Тревор Фрэнсис | 4    | 1971–1979 |
| Англия    | Артур Монтени  | 4    | 1905–1909 |